# Tomaskerk (Roermond)
De Tomaskerk is een rooms-katholiek kerkgebouw in de Nederlandse stad Roermond, gelegen aan Donderbergweg 45.
De kerk werd gebouwd voor de bewoners van de zuidoostelijke stadswijk Donderberg, waarvan de bouw omstreeks 1965 startte. In 1967 kwam een noodkerk tot stand en in 1975 werd de definitieve kerk gebouwd. Architect was J.A.A. Bekkers.
Het betreft een modernistisch gebouw, vierkant met plat dak, en onderdeel van een groter complex, dat meer oogt als een buurthuis dan als een kerk, afgezien van de open stalen klokkentoren van 1979, waarin boven elkaar drie klokken hangen. In 1998 werd in de hal een Mariakapelletje ingericht, voorzien van een 15e-eeuws Mariabeeld.